# North Dakota State Bison football
La squadra di football dei North Dakota State Bison rappresenta la North Dakota State University. I Bison competono nella Football Championship Subdivision (FCS) della National Collegiate Athletics Association (NCAA) e nella Missouri Valley Football Conference. La squadra è allenata da Tim Polasek. Gioca le sue gare interne al Fargodome di Fargo, Dakota del Nord e le sue rivalità principali sono con i South Dakota State Jackrabbits, i North Dakota Fighting Hawks e i Northern Iowa Panthers.
I Bison hanno vinto 17 titoli nazionali e 37 titoli di conference. Tra il 2011 e il 2021 hanno vinto nove titoli della NCAA Division I AA FCS. La squadra detiene il record per il maggior numero di titoli NCAA totali e quello per titoli consecutivi, con cinque tra il 2011 e il 2015.
A partire 2011, i North Dakota State Bison hanno un record di 149–12, inclusa una striscia di 22 vittorie consecutive nei playoff, rendendoli il programma di college football della Division I FCS più di successo del decennio. I Bison hanno un record 202–39 dal loro arrivo nella Division I nel 2004. Dal 1964 i Bison hanno avuto solo tre stagioni con più sconfitte che vittorie e hanno un bilancio complessivo di 551–136–4 nel giro di 58 anni, uno dei migliori del college football. Tra i programmi FCS, North Dakota State ha più vittorie di qualsiasi altro programma della FCS al di fuori della Ivy League, con oltre 750. Di tutte le squadre nate dopo il 1894, solo Oklahoma ha una percentuale di vittorie migliore di NDSU. La squadra detiene anche il primato della Football Championship Subdivision con 39 vittorie consecutive tra il 2017 e il 2021.
Nel sondaggio finale dell’Associated Press della stagione 2013-14, dopo la vittoria del terzo titolo consecutive, North Dakota State con 17 voti si classificò al numero 29 nella Division I, la più alta posizione a fine stagione di qualsiasi squadra nella storia della FCS. Dopo avere la battuto la 13ª in classifica (FBS) Iowa nel 2016, i Bison hanno guadagnato 74 voti e il 27º posto di tutta la Division , un nuovo record per la FCS.
Complessivamente, i Bison hanno vinto 38 titoli di conference e 18 nazionali. Sono stati selezionati come campioni della NCAA College Division II per tre volte tramite sondaggio (1965, 1968, 1969), hanno vinto l’NCAA Division II National Football Championship cinque volte (1983, 1985, 1986, 1988, 1990), e il Division I Football Championship dieci volte (2011, 2012, 2013, 2014, 2015, 2017, 2018, 2019, 2021, 2024). La squadra del 2019 dei Bison è stata la prima di tutta la Division I da Yale nel 1894 a terminare una stagione con 16 vittorie e zero sconfitte.

## Conference di appartenenza
- North Central (1922–2003)
- Great West (2004–2007)
- Missouri Valley Football Conference (2008–presente)

## Titoli nazionali
| Anno | Allenatore       | Selettore                      | Record | Punteggio | Avversario         |
| ---- | ---------------- | ------------------------------ | ------ | --------- | ------------------ |
| 1965 | Darrell Mudra    | Sondaggio                      | 11–0   | 20–7      | Grambling          |
| 1968 | Ron Erhardt      | Sondaggio                      | 10–0   | 23–14     | Arkansas State     |
| 1969 | Ron Erhardt      | Sondaggio                      | 10–0   | 30–3      | Montana            |
| 1983 | Don Morton       | NCAA Division II Playoffs      | 12–1   | 41–21     | Central State      |
| 1985 | Earle Solomonson | NCAA Division II Playoffs      | 11–2–1 | 35–7      | North Alabama      |
| 1986 | Earle Solomonson | NCAA Division II Playoffs      | 13–0   | 27–7      | South Dakota       |
| 1988 | Rocky Hager      | NCAA Division II Playoffs      | 14–0   | 35–21     | Portland State     |
| 1990 | Rocky Hager      | NCAA Division II Playoffs      | 14–0   | 51–11     | IUP                |
| 2011 | Craig Bohl       | NCAA Division I (FCS) Playoffs | 14–1   | 17–6      | Sam Houston State  |
| 2012 | Craig Bohl       | NCAA Division I (FCS) Playoffs | 14–1   | 39–13     | Sam Houston State  |
| 2013 | Craig Bohl       | NCAA Division I (FCS) Playoffs | 15–0   | 35–7      | Towson             |
| 2014 | Chris Klieman    | NCAA Division I (FCS) Playoffs | 15–1   | 29–27     | Illinois State     |
| 2015 | Chris Klieman    | NCAA Division I (FCS) Playoffs | 13–2   | 37–10     | Jacksonville State |
| 2017 | Chris Klieman    | NCAA Division I (FCS) Playoffs | 14–1   | 17–13     | James Madison      |
| 2018 | Chris Klieman    | NCAA Division I (FCS) Playoffs | 15–0   | 38–24     | Eastern Washington |
| 2019 | Matt Entz        | NCAA Division I (FCS) Playoffs | 16–0   | 28–20     | James Madison      |
| 2021 | Matt Entz        | NCAA Division I (FCS) Playoffs | 14–1   | 38–10     | Montana State      |
| 2024 | Tim Polasek      | NCAA Division I (FCS) Playoffs | 14–2   | 35–32     | Montana State      |